# Dicée à gorge feu
Dicaeum ignipectus
Espèce
Statut de conservation UICN

 LC  : Préoccupation mineure
Le dicée à gorge feu (Dicaeum ignipectus) est une espèce de passereau placée dans la famille des Dicaeidae.

## Description
Il s'agit d'un petit dicée avec un petit bec sombre. Le mâle a le dessus d'un bleu-noir brillant. Le dessous est chamois mais avec une tache d'un rouge vif au niveau de la gorge et juste en dessous une étroite bande noire centrale qui court en descendant jusqu'au ventre. La femelle est brun olive dessus et chamois dessous. Les côtés sont olives et le bec a une base pâle.
Pesant seulement 7 à 9 g et mesurant moins de 7 cm de long, c'est l'un des plus petits dicées. Il  vit généralement à la cime des arbres en particulier sur les guis. Il donne régulièrement de sa voix aiguë qui a été comparée au cliquetis de ciseaux et un staccato tsit.

## Répartition
On le trouve largement répandu le long de la région sous-himalayenne en Inde, au Népal, au Bhoutan, au Bangladesh et en Asie du Sud-Est jusqu'en Chine, Indonésie, Laos, Thaïlande, Vietnam, Taiwan, Malaisie et Philippines. Ses habitats naturels sont les forêts tempérées, les forêts de plaine subtropicales ou tropicales humides et les forêts de montagne subtropicales ou tropicales humides.
Dans l’ensemble de son aire de répartition, l’espèce est présente dans les hautes montagnes de plus de 1 000 m, mais en Chine, elle peut être trouvée en hiver à des altitudes plus basses.

## Sous-espèces
Selon Peterson
- Dicaeum ignipectus apo Hartert 1904
- Dicaeum ignipectus beccarii Robinson & Kloss 1916
- Dicaeum ignipectus bonga Hartert 1904
- Dicaeum ignipectus cambodianum Delacour & Jabouille 1928
- Dicaeum ignipectus dolichorhynchum Deignan 1938
- Dicaeum ignipectus formosum Ogilvie-Grant 1912
- Dicaeum ignipectus ignipectus (Blyth) 1843
- Dicaeum ignipectus luzoniense Ogilvie-Grant 1894